# 145a Brigada Mixta (Exèrcit Popular de la República)
La 145a Brigada Mixta va ser una unitat de l'Exèrcit Popular de la República creada durant la Guerra Civil Espanyola. Al llarg de la contesa va operar en els fronts d'Aragó, Segre i cataluña, si bé no va tenir un paper rellevant.

## Historial
La unitat va ser creada en Girona entre maig i juny de 1937, a partir d'efectius dels antics batallons de Muntanya. Després de completar-se el període de formació la 145a BM va ser assignada a la 44a Divisió del XII Cos d'Exèrcit i sota el comandament del major de milícies Álvaro Costea Juan, amb Antonio Rodés Ballester com a comissari polític. La brigada, situada en la zona d'Híjar-Albalate del Arzobispo, va estar desplegada com a força de reserva durant l'ofensiva de Saragossa (agost-setembre).
En la primavera de 1938, durant la campanya d'Aragó, no va tenir una participació destacada.
A la fi de maig la 145a BM va prendre part l'assalt al capdavant de pont franquista de Seròs. El mes d'agost va ser una de les unitats seleccionades per a participar en l'ofensiva de Vilanova de la Barca. El 9 d'agost tres de les seves companyies van creuar el riu Segre per la zona de Villanueva de la Barca, al costat d'altres forces, aconseguint formar un cap de pont en territori franquista; la temptativa, no obstant això, va fracassar posat que aquest cap de pont només resistiria durant tres dies.
Amb posterioritat intervindria en la batalla de l'Ebre, en suport de les forces republicanes allí desplegades. El 9 de setembre va rellevar a efectius de la 16a Divisió en el sector Vilalba dels Arcs-La Pobla de Massaluca, zona que va guarnir fins a començaments d'octubre, quan va ser reemplaçada i enviada al sector del Coll del Cuso. En aquesta zona, compresa entre La Fatarella i la Venta de Camposines, la 145a BM va haver de fer front a diverses envestides franquistes entre 8 i el 20 d'octubre; la brigada va sofrir un nombre considerable de baixes, perdent a més diverses posicions estratègiques. El 12 de novembre va haver de travessar el riu Ebre per una passarel·la al nord de Ascó.
Durant la campanya de Catalunya va participar en la defensa de Juncosa i Santa Coloma de Queralt, sense tenir-se més notícies de la seva actuació.

## Comandaments
Comandants
- Capità d'infanteria Fernando Olivenza Rodríguez;
- Major de milícies Álvaro Costea Juan;[8]
- Major de milícies Pedro Guardia Hernández;

Comissaris
- Antonio Rodés Ballester, de la CNT;[9]
- Víctor Torres i Perenya;

Cap d'Estat Major
- Tinent de milícies Ángel Royo Royo;